# Tecate
Tecate est une ville mexicaine située dans l'État de Basse-Californie, au nord-ouest du pays. Elle est le siège de la municipalité du même nom. 

## Situation
Elle est voisine de la ville de Tecate (en) de l'autre côté de la frontière avec les États-Unis.
En 2010, sa population était de 64 764 habitants.

## Histoire
En 2003, un tunnel de 1 500 mètres de long et de 1,30 m de large, vraisemblablement construit par le cartel des frères Arellano Felix,  destiné à faire passer de la drogue, a été découvert,.